# Libnotes (Libnotes) aurantiaca
Libnotes (Libnotes) aurantiaca is een tweevleugelige uit de familie steltmuggen (Limoniidae). De soort komt voor in het Oriëntaals en Australaziatisch gebied.